# La cafetera voladora
La Cafetera Voladora fue un programa infantil transmitido por Televisión Nacional de Chile (TVN) entre los años 1978 y 1982, junto con la llegada de la televisión en color a ese país. Los libretos eran escritos por Patricia Scantlebury, quien por esos años además estaba encargada del informe meteorológico en el canal estatal chileno.

## Creación
El show, dirigido por René Schneider, era protagonizado por Patricia Undurraga, quien se había hecho famosa entre el público infantil como la Tía Patricia del programa Ya somos amigos, también en TVN, y los actores Raúl Alarcón (más conocido como Florcita Motuda, conductor del vehículo volador), Willy Benítez (como el Buzón Preguntón), Patricio Torres (como el Guardián de los Espejos) y la actriz Francisca Inostroza (como "la pobre niñita pobre").

## Producción
El formato del programa, casi de corte experimental, utilizó técnicas audiovisuales que aprovechaban la recientemente inaugurada transmisión televisiva en color, aunque también aplicaba efectos especiales artesanales, hechos con papel y lápices. La trama comenzaba con El Guardián de los Espejos (Patricio Torres) contando una historia y los niños, junto a Florcita Motuda, emprendiendo viaje en la Cafetera hasta el "planeta de las imágenes", mientras se proyectaba una secuencia de imágenes de fondo. La escenografía incluía una amplia gama cromática, y la propia Cafetera Voladora estaba pintada de rojo, con franjas verdes y amarillas.

## Recepción
El programa no cumplía una función particularmente educativa (carecía de un guion estructurado). Más bien buscaba explorar mundos oníricos y ser reflejo de las ensoñaciones infantiles. Esta propuesta, que para la época resultaba transgresora e innovadora —y que hoy lo ha convertido en material "de culto"— selló la suerte del programa, considerado a menudo incomprensible, por lo que fue cancelado en 1982.